# Gymnase municipal d'Osaka
Le gymnase municipal d'Osaka (大阪市中央体育館, Ōsaka-shi chūō taiikukan) est une salle multi-sport située dans l'arrondissement de Minato-ku à Osaka, dans la préfecture d'Osaka, au Japon. Elle est notamment la salle du club de Futsal des Shriker Osaka évoluant en F.League.

## Localisation
Le Gymnase municipal d'Osaka se trouve dans le Parc Yahataya dans l'arrondissement de Minato-ku à Osaka. Le parc Yahataya regroupe le gymnase ainsi que le complexe aquatique Osaka Pool.

## Principaux équipements

### Arène principale
Le gymnase municipal d'Osaka est un complexe polyvalent puisqu'il permet selon la configuration de pratiquer dans l'arène principal du basket-ball, du volley-ball, du tennis, du handball, du futsal, du tennis de table et du badminton. La surface du plancher est de 3 580 m2 (77 m x 46 m).

### Arène secondaire
Cette seconde salle dispose de plusieurs configurations. La surface du plancher est de 38 m par 35 m soit 1 500 m2. Elle peut accueillir du volley-ball, du basket-ball, un court de tennis, du tennis de table et du badminton. La tribune comporte 188 places. Elle peut également servir de salle d'échauffement lors d'un événement dans la salle principale.
| Nombre de terrains disponibles | Nombre de terrains disponibles | Nombre de terrains disponibles |
| Configuation                   | Arène principale               | Arène secondaire               |
| ------------------------------ | ------------------------------ | ------------------------------ |
| Basket-ball                    | 4                              | 2                              |
| Volley-ball                    | 4                              | 2                              |
| Tennis                         | 4                              | 1                              |
| Handball                       | 2                              | 0                              |
| Futsal                         | 1                              | 0                              |
| Tennis de table                | 30                             | 18                             |
| Badminton                      | 16                             | 8                              |

### Autres équipements
Le bâtiment dispose aussi de deux dojos utilisés pour le judo et le kendō et de plusieurs salles de conférences: une grande salle de 350 m2 prévue pour accueillir 200 personnes, une moyenne de 215 m2 prévue pour 100 personnes ainsi que trois petites de 75 m2 prévues pour 30 personnes chacune. Le complexe est également équipé d'une salle de musculation.

## Événements

### Judo
- Coupe Jigoro Kano 2018
- Coupe Jigoro Kano 2019[6],[7]

### Volley-ball

#### Féminin
- Championnat du monde de volley-ball féminin 2006 - Groupe F et phase finale
- Championnat du monde de volley-ball féminin 2010 - Groupe D
- Championnat du monde féminin de volley-ball 2018 - Groupe F

### Patinage artistique
- Championnats des quatre continents de patinage artistique 2013[8]
- Trophée NHK 2017[9] et 2025
- Championnats du monde par équipes de patinage artistique 2021

### Gymnastique rythmique
- Championnats du monde de gymnastique rythmique 1999

### Futsal

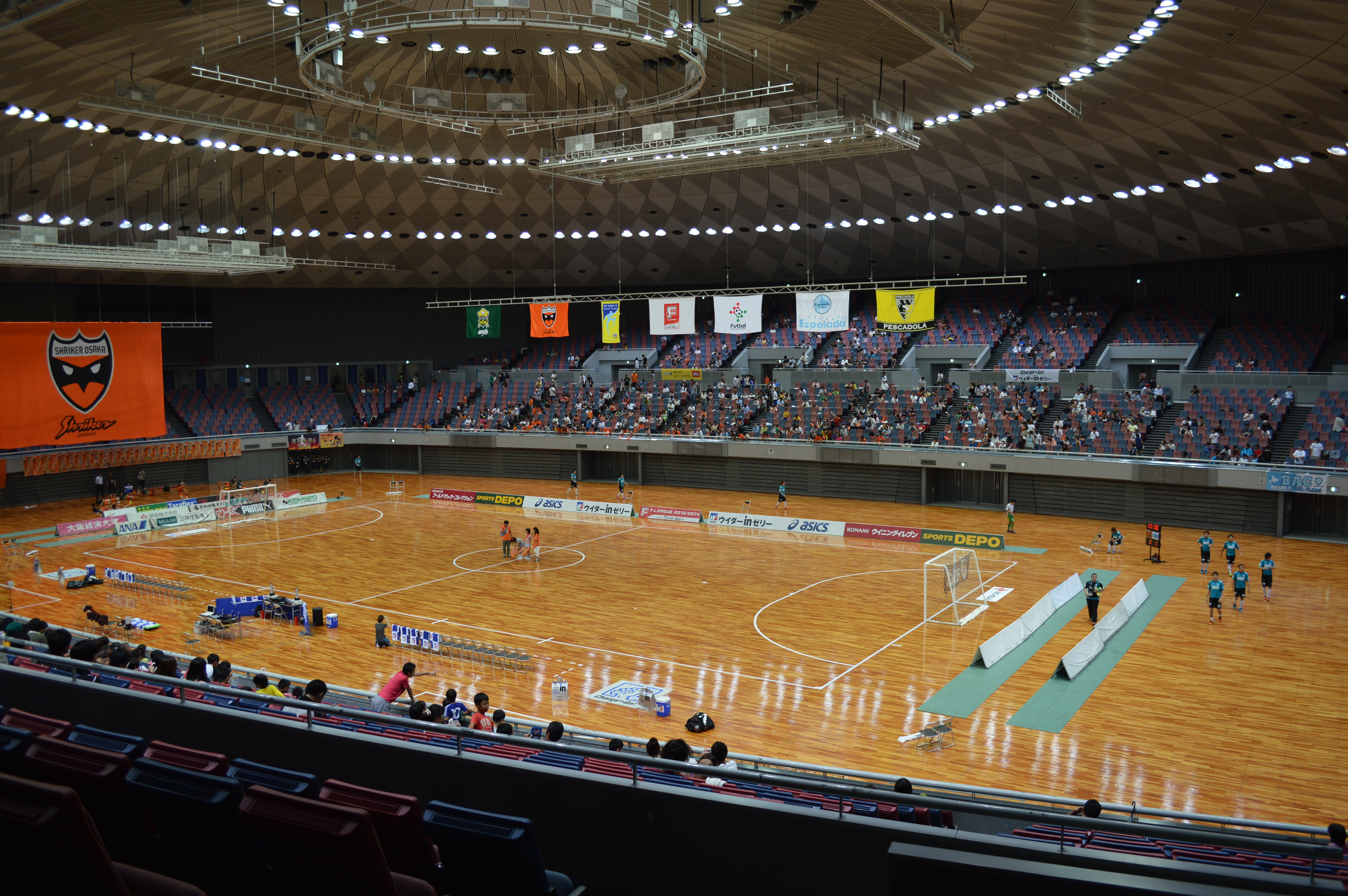
Jour de match pour le club de futsal

- Match à domicile du club des Shriker Osaka[10],[11].

### Basket-ball
- Match à domicile du club d'Osaka Evessa (occasionnellement : 2 matchs en 2015-2016[12])

## Accès
Le gymnase est accessible en transport en commun avec le métro d'Osaka. Les spectateurs peuvent se rendre à la salle depuis la Asashiobashi Station (en) de la Ligne Chūō du réseau du métro.